# 多刺床杜父魚
多刺床杜父魚，為輻鰭魚綱鮋形目杜父魚亞目杜父魚科的其中一種。分布於西北太平洋區日本鄂霍次克海海域，屬底棲魚類，棲息在深度0至40公尺，體長可達24公分。

## 扩展阅读
維基物種上的相關：多刺床杜父魚